# Lowell Reed
Lowell Jacob Reed (8 janvier 1886 - 29 avril 1966) est un scientifique américain et le 7e président de l'Université Johns-Hopkins à Baltimore, Maryland. Il a une longue carrière en tant que chercheur scientifique en biostatistique et en administration de la santé publique à Hopkins, où il est auparavant doyen et directeur de l'École de santé publique, puis vice-président chargé des activités médicales.

## Formation et carrière
Il est né à Berlin, New Hampshire, le fils de Jason Reed, un mécanicien de chantier et fermier, et de Louella Coffin Reed. Il est conférencier invité à l'ICM en 1924 à Toronto. En 1927, il est élu membre de l'American Statistical Association. En tant que chercheur, il développe une technique statistique bien connue pour estimer l'ED-50, et son travail avec l'épidémiologiste Wade Hampton Frost sur les modèles épidémiques Reed-Frost reste également bien connu. Il est mort à Berlin, New Hampshire, en 1966.
Lowell Reed fréquente l'Université du Maine, obtenant en 1907 un diplôme en génie électrique. En 1915, il obtient un doctorat en mathématiques à l'Université de Pennsylvanie. Cette combinaison inhabituelle de disciplines est mise à profit lorsqu'il arrive à l'Université Johns-Hopkins en 1918, où il organise le Département de biométrie et de statistiques de l'état civil à l'École d'hygiène et de santé publique (aujourd'hui l' École de santé publique Bloomberg) et est crédité d'avoir inventé le terme " biostatistique ". Il devient président de ce département en 1925 et, en 1947, est nommé vice-président chargé des activités médicales ,.
Reed prend sa retraite de la faculté Hopkins en juin 1953, pour être rappelé plus tard cet été-là pour occuper le poste de président lorsque Detlev Bronk part pour l'Université Rockefeller. En septembre 1953, il retourne à Baltimore depuis son domicile du New Hampshire pour accepter la présidence. Bien qu'il ait clairement indiqué qu'il n'avait pas l'intention de servir indéfiniment, il ne se considère pas comme un gardien ou un président par intérim. Il supervise la fin des actes d'accusation d'espionnage d'Owen Lattimore (toutes les accusations sont abandonnées en 1955) et de nouvelles constructions sur les différents campus de Hopkins, tout en gardant un pied dans la biostatistique.
Reed prend sa retraite pour la deuxième et dernière fois en 1956, remplacé comme président par Milton S. Eisenhower (en). De retour dans sa ferme du New Hampshire, il reprend ses passe-temps de travail du bois, de peinture, de randonnée et de camping, et profite d'une retraite active jusqu'à sa mort en 1966. Reed Hall, une résidence pour étudiants en médecine et personnel de maison sur le campus médical de Johns Hopkins, est nommée en son honneur en 1962,.